# Soft Ionization by Chemical Reaction In Transfer
SICRIT (Soft Ionization by Chemical Reaction In Transfer) ist eine Art der Umgebungsionisation (aus dem Englischen ambient ionization) oder auch „offenen“ Ionisation zur Ionenerzeugung im Speziellen für Massenspektrometer (MS), bei der die Ionisation bei Atmosphärendruck stattfindet.

## Ionisationsprinzip
Die Ionisation erfolgt durch Erzeugung einer elektrischen Entladung (Wechselspannung) zwischen zwei Elektroden, die durch eine isolierende dielektrische Barriere getrennt sind (vgl. DBD). Im Unterschied zu anderen ambient ionization-Methoden (vgl. DART, DAPPI, DESI) findet die Ionisation in direkter Verlängerung zum Einlasssystem des MS und damit im Durchfluss statt. Die Barriere-Entladung zwischen zwei Kapillaren erzeugt ein kaltes, homogenes Plasma, welches sich aufgrund der Elektrodengeometrie konzentrisch zwischen den Kapillaren ausbildet, von denen die innere als Elektrode, die äußere als Dielektrikum fungiert. Sobald die Analyten auf ihrem Weg ins MS diesen Plasmaring passieren, werden sie ionisiert (vgl. Abb. 1):

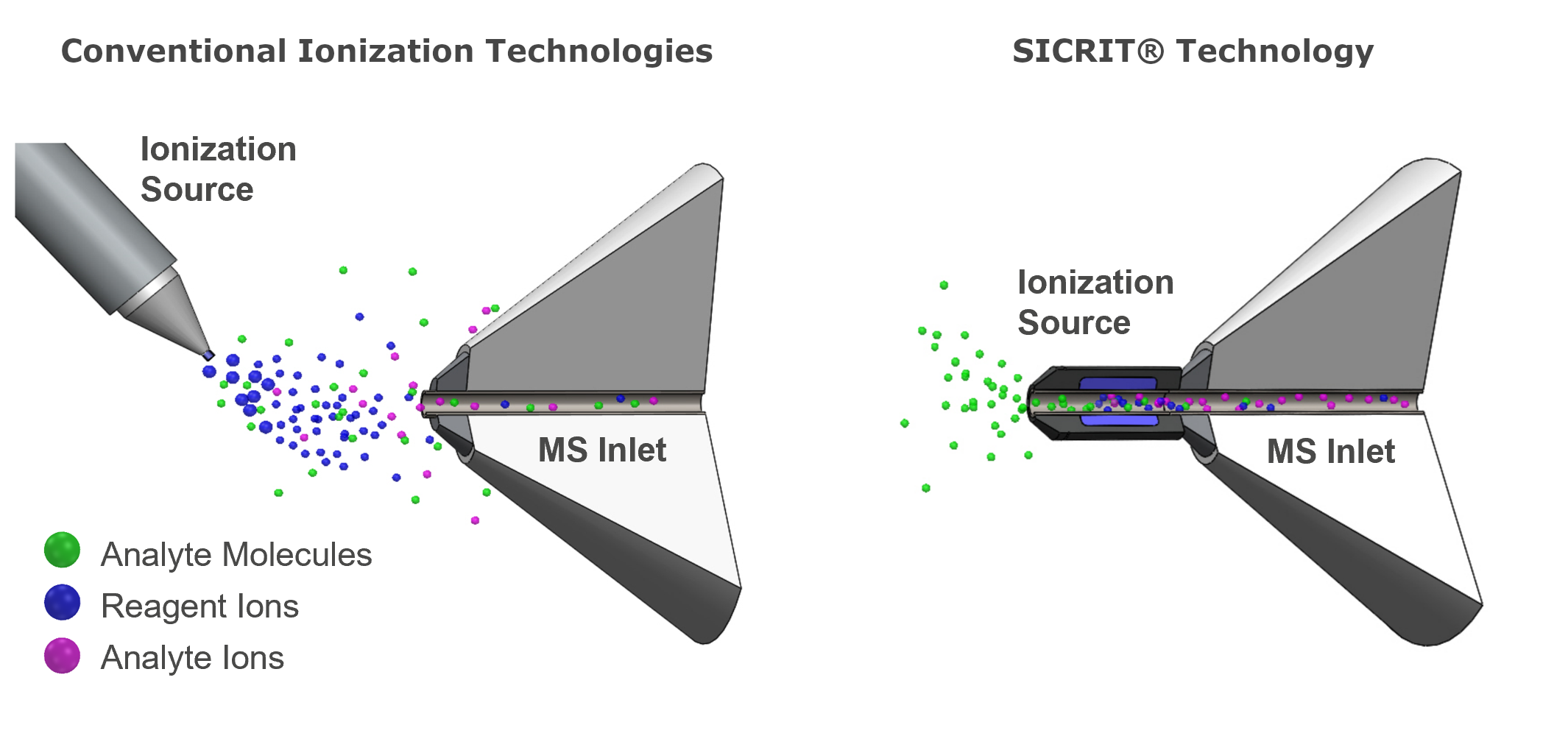
Vergleich konventionelle Ionisationstechnologien und SICRIT-Technologie

Dabei sind aktuell unterschiedliche Reaktionswege bekannt:
- Die Protonenübertragung durch Hydronium-Cluster wie bei Spray-basierten Methoden (vgl. ESI)
- Der Hydronium-Cluster-Mechanismus wie bei chemischen Methoden (vgl. APCI)
- Der Radikalkation-Weg, bei dem nach einer anfänglichen Elektronenionisation von Gas, Lösungsmittel und Analyt die gebildeten Radikalkationen durch Abstraktion von Wasserstoffatomen von anderen Reaktionspartnern, wie z. B. Lösungsmitteln, stabilisiert werden, so dass hauptsächlich ein protoniertes Molekül zurückbleibt
- Ein Reaktionsweg, bei dem der Ladungstransfer durch reaktive Spezies und UV-Strahlung erfolgt (Photoionisation).

Unabhängig vom jeweiligen Reaktionsweg werden bei der Ionisierung jedoch fast ausschließlich protonierte Spezies erzeugt [M+H]+.
Da die Analyten bei der Ionisation keinen direkten Kontakt mit dem Plasma haben, sondern der Ladungstransfer über reaktive Spezies und UV-Strahlung erfolgt, bleiben die Moleküle intakt, und Fragmentierung wird vermieden. Folglich ist SICRIT eine sehr „weiche“ Ionisierungsmethode.

## Charakteristika der SICRIT-Ionisation
Die SICRIT-Technologie entkoppelt die Probenzufuhr von dem Vorgang der Ionisation. Durch das Durchflussprinzip wird die Probe durch das hinter dem MS-Einlass anliegende Hochvakuum direkt eingesaugt und auf dem Weg in den Einlass ionisiert. Die Elektrodengeometrie ist dabei so gewählt, dass unter den gegebenen physikalischen Einflussgrößen (Druck, Zündspannung, Gaskonstante, vgl. Paschen-Gesetz) eine Flexibilität hinsichtlich des Plasmamediums gewährleistet wird. Dadurch lässt sich auch in Raumluft ein stabiles Kaltplasma erzeugen und im einfachsten Anwendungsfall kann direkt die Umgebungsluft analysiert werden.
Die Ionisation im Durchfluss ermöglicht eine hohe Ionentransmission, da im Vergleich zu den in der Massenspektrometrie am häufigsten verwendeten Sprühmethoden (vgl. ESI, APCI) der Ionenverlust deutlich reduziert wird. In der Konsequenz lässt sich dadurch eine Steigerung der Sensitivität gegenüber diesen Methoden erzielen.
Die Ionisation im Durchfluss erlaubt darüber hinaus eine Messung in Echtzeit und ohne die Notwendigkeit einer Probenvorbereitung. Einfache Screening-Anwendungen, insbesondere für die VOC (aus dem Englischen volatile organic compounds)-Analytik, können so sehr einfach realisiert werden, da ein Großteil der sonst üblichen Probenvorbereitung (inkl. Zerkleinerung, Extraktion, Reinigung etc.) bei einfachen Screening-Anwendungen obsolet wird.
Die unterschiedlichen Reaktionswege bei der Ionisation mittels Plasmas erweitern das Spektrum der ionisierbaren Stoffe. Das bedeutet, dass im Vergleich zu Ionisationsverfahren, die nur einzelne Reaktionswege ermöglichen, ein größerer Polaritätsbereich an Analyten abgedeckt wird und z. B. unpolare Substanzen wie Hexan ionisiert werden können.
Die fragmentarme Ionisation erlaubt die Identifizierung auf Basis der Molekülmasse als protonierte [M+H]+-Spezies. Dies lässt sich insbesondere in Kombination mit hochauflösenden Massenspektrometern wie Flugzeitmassenspektrometern (TOF-MS) oder Orbitrap-MS für die sogenannte Non-Target-Analytik ausnutzen, bei der das Gesamtsubstanzspektrum einer Probe auf Basis der exakten Masse der Moleküle erfasst wird.
Der Einsatz der SICRIT-Technologie ist nicht auf direkte Echtzeitmessungen beschränkt. Die geometrische Konstruktion erlaubt die Einkopplung verschiedener Chromatographieverfahren.
So kann SICRIT sowohl in Kombination mit Flüssigchromatographie (LC) als auch mit Gaschromatographie (GC) verwendet werden. Dies ermöglicht die Durchführung von LC- als auch GC-MS-Analysen am selben Massenspektrometer und den Aufbau einer einheitlichen Datenbank zum Abgleich der Messdaten aus diesen sonst instrumentell getrennten Trennungs- und Nachweisverfahren.

## Instrumente und Applikationen

### Direkt-Screening
Als Umgebungsionisation ermöglicht die SICRIT-Technologie eine direkte, Massenspektrometer-basierte Gasphasenmessung in Echtzeit. Dabei wird die Probe ohne Vorbereitung direkt vor der SICRIT-Quelle positioniert. Ein Anwendungsgebiet ist die Vermessung von Aromastoffen.

### Chromatographie-Kopplungen
Die SICRIT-Ionenquelle ermöglicht als Schnittstellentechnologie jegliches Atmosphärendruck-Massenspektrometer (LC-MS) mit unterschiedlichen Arten von Chromatographie (GC, HPLC, SFC etc.) zu koppeln. Die Ionisation mit ihren Charakteristika (siehe oben) wird dabei von der Kopplung nicht beeinflusst, sodass dasselbe Ionisationsverfahren für unterschiedliche Chromatographie-Kopplungen genutzt werden kann. Die Möglichkeit, die Gaschromatographie mittels einer fragmentarmen Ionisationstechnik an einem LC-MS einzukoppeln, lässt sich z. B. bei der Analyse von gesättigten Kohlenwasserstoffen ausnutzen, bei denen die in der GC-MS standardmäßig verwendete Elektronenstoß-Ionisation zu schwer interpretierbaren Fragmentspektren führt, während die Plasmaionisation fragmentfreie Spektren liefert. Damit öffnet das DBD-Plasma mit seinem breiten Ionisationsbereich ein neues Feld an Anwendungsmöglichkeiten für LC-Massenspektrometer in der Rückstandsanalytik z. B. von Pestiziden, bei denen die gaschromatographische Separation die Methode der Wahl ist und Plasmaionisation sehr niedrige Nachweisgrenzen erreicht.

### Chemisches Imaging

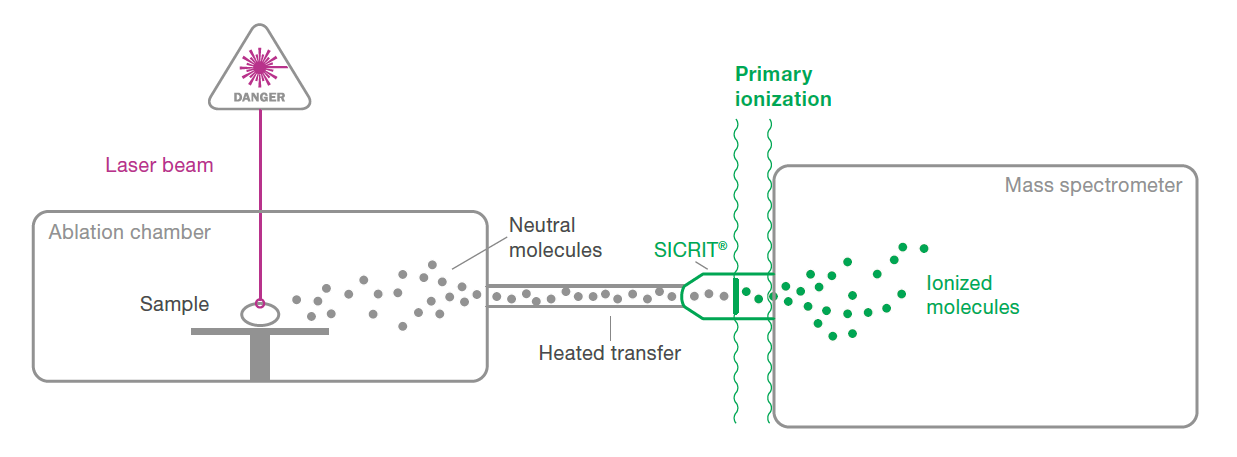
Abbildung 3: MS-Imaging mit SICRIT-Postionisation nach High-Resolution-Laserablation

In Kombination mit einer entsprechenden Probenvorbereitung und Instrumentierung kann die SICRIT-Ionenquelle auch für bildgebende Massenspektrometrie genutzt werden. Das Standardverfahren setzt hier eine aufwändige Probenpräparation in Kombination mit einer Laserdesorption/Ionisation voraus (vgl. MALDI bzw. atmospheric pressure MALDI), mit deren Hilfe Biomoleküle – z. B. in Gewebeschnitten – räumlich dargestellt werden können.
Der Einsatz der SICRIT-Quelle zur zusätzlichen In-Line-Postionisation bei AP-MALDI-Experimenten kann eine signifikante Signalverstärkung bei der Detektion von Stoffwechselmetaboliten in biologischem Probenmaterial bewirken bzw. ermöglicht eine Detektion von kleinen (Bio-)Molekülen, die mittels MALDI nicht adressierbar sind.

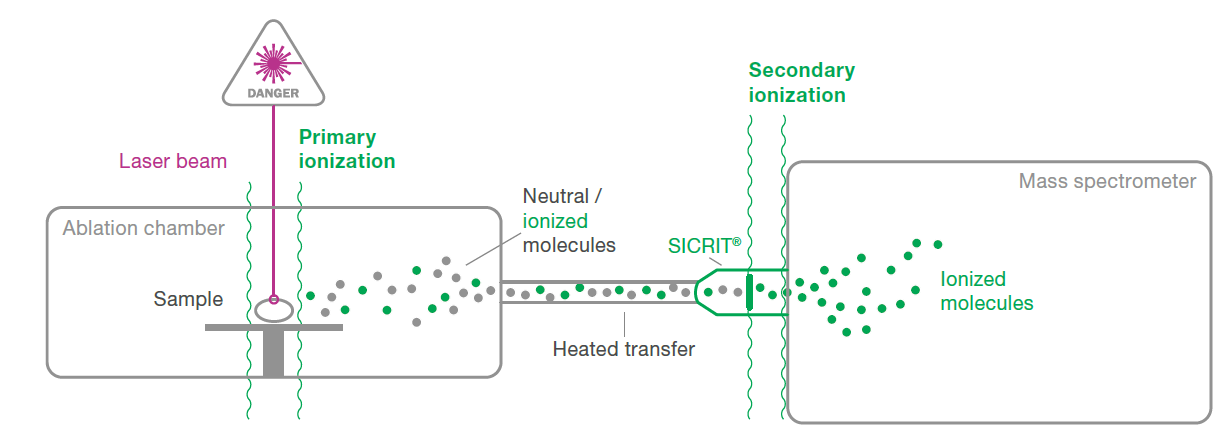
Abbildung 2: MS-Imaging mit SICRIT-Postionisation nach AP-MALDI

Darüber hinaus ermöglicht die SICRIT-Ionenquelle die ortsaufgelöste Analyse von unvorbereiteten Proben in Laserablations-Experimenten (vgl. Abb. 3). Die mittels Laser-Beschuss freigesetzten Analyten werden direkt mit der SICRIT-Ionenquelle ionisiert und die ortsaufgelösten Daten in zweidimensionale Bilder übersetzt. Dies liefert z. B. Informationen über die Verteilung von aktiven Wirkstoffen in Tabletten.

### Zellaufklärung
In Kombination mit einem Durchflusszytometer ermöglicht die SICRIT-Ionenquelle auch die Analyse einzelner Zellen. Dabei wird die separierte Zelle durch die Ionenquelle in das Massenspektrometer eingeführt und das beim Zerbrechen der Zelle freigegebene Lysat analysiert bzw. genauer gesagt werden die im Lysat enthaltenen Moleküle (zumeist Lipide) ionisiert.